# Perdita confusa
Perdita confusa är en biart som beskrevs av Timberlake 1964. Perdita confusa ingår i släktet Perdita och familjen grävbin. Inga underarter finns listade i Catalogue of Life.